# Pat Walkden-Pretorius
Patricia Molly „Pat” Walkden-Pretorius, z domu Walkden (ur. 12 lutego 1946 w Bulawayo) – południowoafrykańska tenisistka do marca 1968 roku reprezentująca rodzimą Rodezję. Finalistka wielkoszlemowego turnieju French Championships w 1967 roku (obecnie French Open) w grze podwójnej, zdobywczyni Pucharu Federacji w 1972 roku w barwach Południowej Afryki.

## Kariera tenisowa
Była bardzo uzdolnioną juniorką. Ze względów politycznych w Rodezji, które hamowały jej rozwój, podjęła decyzję o przyjęciu obywatelstwa południowoafrykańskiego, co ostatecznie nastąpiło w marcu 1968 roku.
W oficjalnych turniejach występowała od 1964 roku. Pierwszy seniorski turniej wygrała w Düsseldorfie, w lipcu 1966 roku. Triumfowała wówczas w grze podwójnej w parze z Glendą Swan. Już w trzecim roku startów doszła do finału French Championships w grze podwójnej. W parze z Annette Van Zyl odprawiła w ćwierćfinale amerykański duet Rosie Casals i Billie Jean King 6:2, 6:4. W meczu mistrzowskim nie sprostały jednak Françoise Durr i Gail Sherriff, przegrywając 2:6, 2:6. W grze pojedynczej doszła do czwartej rundy, co, jak się później okazało, było najlepszym rezultatem Pat Walkden w turniejach wielkoszlemowych w singlu.
Na pierwszy finał turniejowy w grze pojedynczej musiała czekać do lipca 1969 roku, kiedy to przegrała decydujące starcie we Frinton-On-Sea z Margaret Smith Court 2:6, 6:4, 4:6. W kolejnych latach sześciokrotnie dochodziła do meczów mistrzowskich, lecz nigdy nie udało się jej odnieść zwycięstwa.
W marcu 1972 roku podczas turnieju finałowego Pucharu Federacji rozgrywanego w Johannesburgu, w parze z inną naturalizowaną reprezentantką RPA Brendą Kirk, odniosła największy triumf w reprezentacyjnej karierze. W ćwierćfinale pokonały reprezentantki Francji: Françoise Durr i Gail Chanfreau, w półfinale Amerykanki: Sharon Walsh i Valerie Ziegenfuss, a w decydującym spotkaniu Brytyjki: Virginię Wade i Joyce Barclay-Williams.
W grze podwójnej wygrała w sumie czternaście turniejów, w tym dwanaście już w Erze Open. Ostatni raz wystąpiła na zawodowych kortach w 1974 roku, przegrywając ćwierćfinał Fed Cup z Wielką Brytanią oraz półfinał turnieju w Rzymie z Martiną Navrátilovą 1:6, 4:6.
W sumie w rozgrywkach Pucharu Federacji występowała w barwach Rodezji w latach 1966–1967, a dla Południowej Afryki w latach 1972–1974. Wygrała siedemnaście meczów, przegrywając jedenaście.

## Życie prywatne
Wyszła za mąż w Bulawayo w 1971 roku za Quentina Pretoriusa.

## Historia występów wielkoszlemowych
Legenda
     W, wygrany turniej
     F, przegrana w finale
     SF, przegrana w półfinale
     QF, przegrana w ćwierćfinale
     xR, przegrana w x rundzie
      A, brak startu
     NH, turniej się nie odbył
     Początek Ery Open

### Występy w grze pojedynczej
| Australian Open        | A                           | A                           | A                           | A                           | A                           |                             | A                           | A                           | A                           | A                           | A                           | A                           | 0 / 0           | 0 – 0             |  |  |  |  |  |  |  |  |  |  |  |  |  |  |  |  |  |  |  |  |  |  |  |
| French Open            | 2R                          | 3R                          | 3R                          | 4R                          |                             | 4R                          | 3R                          | 2R                          | A                           | 3R                          | 3R                          | A                           | 0 / 9 (0 / 5)   | 11 – 8 (5 – 5)    |  |  |  |  |  |  |  |  |  |  |  |  |  |  |  |  |  |  |  |  |  |  |  |
| Wimbledon              | A                           | 1R                          | 2R                          | 3R                          |                             | 3R                          | 4R                          | 1R                          | A                           | 3R                          | 3R                          | A                           | 0 / 8 (0 / 5)   | 10 – 8 (8 – 5)    |  |  |  |  |  |  |  |  |  |  |  |  |  |  |  |  |  |  |  |  |  |  |  |
| US Open                | A                           | A                           | A                           | 1R                          |                             | A                           | A                           | 3R                          | A                           | A                           | 1R                          | A                           | 0 / 3 (0 / 2)   | 2 – 3 (2 – 2)     |  |  |  |  |  |  |  |  |  |  |  |  |  |  |  |  |  |  |  |  |  |  |  |
|                        |                             |                             |                             |                             |                             |                             |                             |                             |                             |                             |                             |                             |                 |                   |  |  |  |  |  |  |  |  |  |  |  |  |  |  |  |  |  |  |  |  |  |  |  |
| Ranking na koniec roku | Ranking nie był publikowany | Ranking nie był publikowany | Ranking nie był publikowany | Ranking nie był publikowany | Ranking nie był publikowany | Ranking nie był publikowany | Ranking nie był publikowany | Ranking nie był publikowany | Ranking nie był publikowany | Ranking nie był publikowany | Ranking nie był publikowany | Ranking nie był publikowany | 0 / 20 (0 / 12) | 23 – 19 (15 – 12) |  |  |  |  |  |  |  |  |  |  |  |  |  |  |  |  |  |  |  |  |  |  |  |

### Występy w grze podwójnej
| Australian Open        | A                           | A                           | A                           | A                           | A                           |                             | A                           | A                           | A                           | A                           | A                           | A                           | 0 / 0           | 0 – 0             |  |  |  |  |  |  |  |  |  |  |  |  |  |  |  |  |  |  |  |  |  |  |  |
| French Open            | 2R                          | 3R                          | QF                          | F                           |                             | SF                          | QF                          | SF                          | A                           | 2R                          | 2R                          | A                           | 0 / 9 (0 / 5)   | 17 – 8 (10 – 5)   |  |  |  |  |  |  |  |  |  |  |  |  |  |  |  |  |  |  |  |  |  |  |  |
| Wimbledon              | A                           | QF                          | QF                          | 1R                          |                             | 2R                          | 1R                          | QF                          | A                           | 2R                          | 3R                          | A                           | 0 / 8 (0 / 5)   | 10 – 7 (4 – 4)    |  |  |  |  |  |  |  |  |  |  |  |  |  |  |  |  |  |  |  |  |  |  |  |
| US Open                | A                           | A                           | A                           | SF                          |                             | A                           | A                           | 2R                          | A                           | QF                          | 2R                          | A                           | 0 / 4 (0 / 3)   | 8 – 4 (4 – 3)     |  |  |  |  |  |  |  |  |  |  |  |  |  |  |  |  |  |  |  |  |  |  |  |
|                        |                             |                             |                             |                             |                             |                             |                             |                             |                             |                             |                             |                             |                 |                   |  |  |  |  |  |  |  |  |  |  |  |  |  |  |  |  |  |  |  |  |  |  |  |
| Ranking na koniec roku | Ranking nie był publikowany | Ranking nie był publikowany | Ranking nie był publikowany | Ranking nie był publikowany | Ranking nie był publikowany | Ranking nie był publikowany | Ranking nie był publikowany | Ranking nie był publikowany | Ranking nie był publikowany | Ranking nie był publikowany | Ranking nie był publikowany | Ranking nie był publikowany | 0 – 21 (0 – 13) | 35 – 19 (18 – 12) |  |  |  |  |  |  |  |  |  |  |  |  |  |  |  |  |  |  |  |  |  |  |  |

### Występy w grze mieszanej
| Australian Open | A  | A  | A  | A  | A |    | A  | Turniej nie był rozgrywany | Turniej nie był rozgrywany | Turniej nie był rozgrywany | Turniej nie był rozgrywany | Turniej nie był rozgrywany | 0 / 0           | 0 – 0            |  |  |  |  |  |  |  |  |  |  |  |  |  |  |  |  |  |  |  |  |  |
| French Open     | A  | 2R | 2R | 3R |   | 3R | QF | 2R                         | A                          | 1R                         | A                          | A                          | 0 / 7 (0 / 4)   | 6 – 5 (4 – 2)    |  |  |  |  |  |  |  |  |  |  |  |  |  |  |  |  |  |  |  |  |  |
| Wimbledon       | 4R | 3R | 3R | 3R |   | 2R | 4R | 3R                         | A                          | SF                         | 3R                         | A                          | 0 / 9 (0 / 5)   | 13 – 9 (9 – 5)   |  |  |  |  |  |  |  |  |  |  |  |  |  |  |  |  |  |  |  |  |  |
| US Open         | A  | A  | A  | A  |   | A  | A  | 3R                         | A                          | QF                         | A                          | A                          | 0 / 2 (0 / 2)   | 4 – 2 (4 – 2)    |  |  |  |  |  |  |  |  |  |  |  |  |  |  |  |  |  |  |  |  |  |
|                 |    |    |    |    |   |    |    |                            |                            |                            |                            |                            |                 |                  |  |  |  |  |  |  |  |  |  |  |  |  |  |  |  |  |  |  |  |  |  |
|                 |    |    |    |    |   |    |    |                            |                            |                            |                            |                            | 0 / 18 (0 / 11) | 23 – 16 (17 – 9) |  |  |  |  |  |  |  |  |  |  |  |  |  |  |  |  |  |  |  |  |  |

## Finały turniejów WTA
| Legenda                | Legenda |
| ---------------------- | ------- |
| Wielki Szlem           |         |
| Igrzyska olimpijskie   |         |
| WTA Tour Championships |         |
| 1971 – 1987            |         |
| Virginia Slims Circuit |         |
| Grand Prix Series      |         |
| Colgate Series         |         |

### Gra pojedyncza 7 (0–7)

#### W Erze Open 7 (0–7)
| Końcowy wynik | Nr | Data             | Turniej        | Nawierzchnia | Przeciwniczka          | Wynik finału  |
| ------------- | -- | ---------------- | -------------- | ------------ | ---------------------- | ------------- |
| Finalistka    | 1. | 19 lipca 1969    | Frinton-On-Sea | Trawiasta    | Margaret Smith Court   | 2:6, 6:4, 4:6 |
| Finalistka    | 2. | 18 sierpnia 1969 | Kitzbühel      | Ceglana      | Judy Tegart            | 6:8, 2:6      |
| Finalistka    | 3. | 23 maja 1970     | Lee-on-Solent  | Ceglana      | Helen Gourlay          | 4:6, 4:6      |
| Finalistka    | 4. | 10 sierpnia 1970 | Haverford      | Trawiasta    | Margaret Smith Court   | 1:6, 0:6      |
| Finalistka    | 5. | 15 lipca 1972    | Dublin         | Trawiasta    | Evonne Goolagong       | 6:2, 1:6, 2:6 |
| Finalistka    | 6. | 19 maja 1973     | Lee-on-Solent  | Ceglana      | Evonne Goolagong       | 3:6, 2:6      |
| Finalistka    | 7. | 17 czerwca 1973  | Hamburg        | Ceglana      | Helga Niessen Masthoff | 4:6, 1:6      |

### Gra podwójna 31 (14–17)

#### Przed Erą Open 4 (2–2)
| Końcowy wynik | Nr | Data             | Turniej      | Nawierzchnia | Partnerka       | Przeciwniczki                      | Wynik finału  |
| ------------- | -- | ---------------- | ------------ | ------------ | --------------- | ---------------------------------- | ------------- |
| Finalistka    | 1. | 24 maja 1966     | Wiesbaden    | Ceglana      | Glenda Swan     | Edda Buding Helga Schultze         | 0:6, 1:6      |
| Zwyciężczyni  | 1. | 10 lipca 1966    | Düsseldorf   | Ceglana      | Glenda Swan     | Helga Niessen Masthoff Heide Orth  | 6:4, 6:3      |
| Finalistka    | 2. | 3 czerwca 1967   | French Open  | Ceglana      | Annette Van Zyl | Françoise Durr Gail Sherriff       | 2:6, 2:6      |
| Zwyciężczyni  | 2. | 14 kwietnia 1968 | Johannesburg | Twarda       | Annette Van Zyl | Margaret Smith Court Virginia Wade | 0:6, 6:4, 7:5 |

#### W Erze Open 27 (12–15)
| Końcowy wynik | Nr  | Data                 | Turniej            | Nawierzchnia    | Partnerka            | Przeciwniczki                           | Wynik finału                      |
| ------------- | --- | -------------------- | ------------------ | --------------- | -------------------- | --------------------------------------- | --------------------------------- |
| Zwyciężczyni  | 1.  | 5 maja 1968          | Hurlingham, Londyn | Ceglana         | Annette Du Plooy     | Margaret Smith Court Virginia Wade      | nie rozegrano, tytuł wspólny      |
| Finalistka    | 1.  | 19 maja 1968         | Rzym               | Ceglana         | Annette Du Plooy     | Margaret Smith Court Virginia Wade      | 2:6, 5:7                          |
| Finalistka    | 2.  | 20 lipca 1968        | Hoylake            | Trawiasta       | Lesley Turner        | Margaret Smith Court Virginia Wade      | 6:8, 2:6                          |
| Zwyciężczyni  | 2.  | 28 lipca 1968        | Hilversum          | Ceglana         | Annette Du Plooy     | Astrid Suurbeek Judy Tegart             | 6:2, 3:6, 6:3                     |
| Zwyciężczyni  | 3.  | 11 sierpnia 1968     | Hamburg            | Ceglana         | Annette Du Plooy     | Winnie Shaw Judy Tegart                 | 6:3, 7:5                          |
| Finalistka    | 3.  | 17 października 1968 | Stalybridge        | Twarda (hala)   | Margaret Smith Court | Mary-Ann Eisel Winnie Shaw              | 6:2, 4:6, 4:6                     |
| Zwyciężczyni  | 4.  | 26 października 1968 | Perth              | Twarda (hala)   | Margaret Smith Court | Mary-Ann Eisel Winnie Shaw              | 14:12, 6:4                        |
| Zwyciężczyni  | 5.  | 3 listopada 1968     | Aberavon           | Dywanowa (hala) | Margaret Smith Court | Mary-Ann Eisel Winnie Shaw              | 6:2, 6:3                          |
| Zwyciężczyni  | 6.  | 9 listopada 1968     | Torquay            | Twarda (hala)   | Margaret Smith Court | Mary-Ann Eisel Winnie Shaw              | 6:2, 6:4                          |
| Zwyciężczyni  | 7.  | 23 listopada 1968    | Londyn             | Dywanowa (hala) | Margaret Smith Court | Mary-Ann Eisel Winnie Shaw              | 4:6, 6:3, 6:4                     |
| Finalistka    | 4.  | 20 kwietnia 1969     | Durban             | Twarda          | Annette Du Plooy     | Rosie Casals Billie Jean King           | 3:6, 6:1, 2:6                     |
| Finalistka    | 5.  | 12 lipca 1969        | Newport            | Trawiasta       | Margaret Smith Court | Mary-Ann Eisel Winnie Shaw              | 4:6, 1:6                          |
| Zwyciężczyni  | 8.  | 18 sierpnia 1969     | Kitzbühel          | Ceglana         | Judy Tegart          | Marianna Brummer Anita Van Deventer     | 6:0, 6:3                          |
| Finalistka    | 6.  | 3 sierpnia 1969      | Hilversum          | Ceglana         | Helen Gourlay        | Karen Krantzcke Kerry Melville          | 6:1, 4:6, 3:6                     |
| Finalistka    | 7.  | 9 maja 1970          | Guildford          | Ceglana         | Karen Krantzcke      | Margaret Smith Court Judy Tegart Dalton | 0:6, 9:7, 4:6                     |
| Finalistka    | 8.  | 26 lipca 1970        | Cincinnati         | Ceglana         | Helen Gourlay        | Rosie Casals Gail Chanfreau             | 10:12, 1:6                        |
| Finalistka    | 9.  | 2 sierpnia 1970      | Indianapolis       | Ceglana         | Helen Gourlay        | Rosie Casals Gail Chanfreau             | 2:6, 2:6                          |
| Finalistka    | 10. | 16 sierpnia 1970     | Toronto            | Ceglana         | Helen Gourlay        | Rosie Casals Margaret Smith Court       | 0:6, 1:6                          |
| Finalistka    | 11. | 24 czerwca 1972      | Londyn             | Trawiasta       | Brenda Kirk          | Rosie Casals Billie Jean King           | 7:5, 0:6, 2:6                     |
| Zwyciężczyni  | 9.  | 15 lipca 1972        | Dublin             | Trawiasta       | Brenda Kirk          | Evonne Goolagong Karen Krantzcke        | 6:3, 8:10, 6:2                    |
| Zwyciężczyni  | 10. | 22 lipca 1972        | Hoylake            | Trawiasta       | Brenda Kirk          | Evonne Goolagong Helen Gourlay          | tytuł wspólny, mecz nie odbył się |
| Finalistka    | 12. | 6 sierpnia 1972      | Cincinnati         | Ceglana         | Brenda Kirk          | Evonne Goolagong Margaret Smith Court   | 4:6, 1:6                          |
| Finalistka    | 13. | 20 sierpnia 1972     | Toronto            | Ceglana         | Brenda Kirk          | Evonne Goolagong Margaret Smith Court   | 6:3, 3:6, 5:7                     |
| Finalistka    | 14. | 27 sierpnia 1972     | Haverford          | Trawiasta       | Brenda Kirk          | Virginia Wade Sharon Walsh              | 6:7, 2:6                          |
| Zwyciężczyni  | 11. | 29 lipca 1973        | Cleveland          | Twarda          | Ilana Kloss          | Janice Metcalf Laurie Tenney            | 1:6, 7:6, 6:1                     |
| Finalistka    | 15. | 5 sierpnia 1973      | Atlantic City      | Ceglana         | Ilana Kloss          | Chris Evert Marita Redondo              | 4:6, 4:6                          |
| Zwyciężczyni  | 12. | 12 sierpnia 1973     | Cincinnati         | Ceglana         | Ilana Kloss          | Evonne Goolagong Janet Young            | 7:6, 3:6, 6:2                     |

### Gra mieszana 8 (2–6)

#### Przed Erą Open 2 (1–1)
| Końcowy wynik | Nr | Data             | Turniej      | Nawierzchnia | Partner         | Przeciwnicy                     | Wynik finału  |
| ------------- | -- | ---------------- | ------------ | ------------ | --------------- | ------------------------------- | ------------- |
| Finalistka    | 1. | 17 lipca 1965    | Hoylake      | Trawiasta    | Isaías Pimentel | Margaret Smith Robert Howe      | 1:6, 2:6      |
| Zwyciężczyni  | 1. | 14 kwietnia 1968 | Johannesburg | Twarda       | Marty Riessen   | Margaret Smith Court Bob Hewitt | 6:8, 6:4, 6:4 |

#### W Erze Open 6 (1–5)
| Końcowy wynik | Nr | Data             | Turniej      | Nawierzchnia | Partner             | Przeciwnicy                        | Wynik finału  |
| ------------- | -- | ---------------- | ------------ | ------------ | ------------------- | ---------------------------------- | ------------- |
| Finalistka    | 1. | 11 sierpnia 1968 | Hamburg      | Ceglana      | Malcolm Anderson    | Annette Du Plooy Frew McMillan     | 1:6, 10:12    |
| Finalistka    | 2. | 10 sierpnia 1969 | Hamburg      | Ceglana      | Frew McMillan       | Judy Tegart Marty Riessen          | 4:6, 1:6      |
| Finalistka    | 3. | 3 kwietnia 1970  | Johannesburg | Twarda       | Frew McMillan       | Margaret Smith Court Marty Riessen | 5:7, 6:3, 5:7 |
| Finalistka    | 4. | 9 maja 1970      | Guildford    | Ceglana      | Keith Diepraam      | Judy Tegart Dalton Geoff Masters   | 3:6, 3:6      |
| Finalistka    | 5. | 16 kwietnia 1971 | Johannesburg | Twarda       | Ray Ruffels         | Margaret Smith Court Fred Stolle   | 3:6, 6:7      |
| Zwyciężczyni  | 1. | 17 czerwca 1973  | Hamburg      | Ceglana      | Hans-Jürgen Pohmann | Brak danych                        | Brak danych   |